# Сыромятников, Аркадий Степанович
Арка́дий Степа́нович Сыромя́тников (26 декабря 1874, Москва — январь 1954, Москва) — российский революционер, председатель Рязанского военно-революционного комитета, член коллегии Народного комиссариата продовольствия РСФСР, государственный арбитр при СНК РСФСР (1931—1938).

## Биография
Родился в семье угличского мещанина Степан Григорьевич Сыромятникова, студента Московского университета. Мать — Елизавета Николаевна Сыромятникова. После окончания отцом университета семья переехала в г. Рыбинск Ярославской губернии.
Отец будущего революционера работал учителем математики в местной гимназии, но сына учил дома, считая, что таким образом можно основательнее овладеть знаниями, избежав гимназической муштры. В гимназии Аркадий учился только два последних года. Окончив её, он получил 28 мая 1897 года аттестат зрелости и в том же году поступил на юридический факультет Московского университета.
Эрудированный, общительный и энергичный юноша быстро сходился со сверстниками, смело высказывал свои взгляды на жизнь. Студенты избрали его членом исполнительного комитета объединённых земляческих организаций. Он вступил в студенческий социал-демократический кружок, усердно изучал марксистскую литературу, активно участвовал в революционных выступлениях студенчества. Несколько раз — в 1899, 1900 и 1901 годах — А. Сыромятников подвергался арестам и высылке в Рыбинск под надзор полиции. За участие в подготовке первомайской демонстрации студентов и рабочих в Москве весной 1902 года был выслан в г. Олёкминск Якутской губернии.
В пересыльной тюрьме близ Иркутска (Александровский централ) Сыромятников познакомился с Ф. Э. Дзержинским. В Олёкминске он встретился и подружился с отбывавшим там ссылку революционером М. С. Ольминским. В 1903 году Сыромятников был переведён в Иркутск, где примкнул к искровцам и начал работать в местной социал-демократической организации. Здесь был арестован полицией за хранение революционных прокламаций.
После отбытия ссылки, а затем заключения летом 1903 года Сыромятников возвратился в Рыбинск, где за ним был учреждён гласный надзор полиции. 9 августа 1903 года его вновь арестовали и посадили на месяц в романово-борисоглебскую тюрьму. После выхода из тюрьмы — «особый надзор» полиции и запрещение возвращаться в Москву в течение года.
В Рыбинске Сыромятников вместе со студентом Петербургской военно-медицинской академии Комендантовым организовал первый социал-демократический кружок. Затем такой же кружок был организован среди рабочих главных железнодорожных мастерских города.
Осенью 1903 года А. С. Сыромятников поступил на юридический факультет Петербургского университета. В Петербурге в 1904 году его приняли в члены большевистской фракции РСДРП. По её заданию он выполнял обязанности агитатора и пропагандиста среди рабочих Путиловского завода за Нарвской заставой.
Летом 1904 года Сыромятников вместе с Павлом Николаевичем Тугариновым по заданию Петербургской социал-демократической организации устроил подпольную типографию в деревне Юрьино Болобановской волости — в 12 километрах от Рыбинска. Шрифт привезли из Петербурга. Наладили печатание листовок и распространение их в городе. Они распространялись и за пределами города — в Ярославской, Владимирской и Костромской губерниях. Типография работала до 1906 года.
Зимой Сыромятников ведёт пропаганду среди рабочих ряда предприятий Петербурга, на этот раз за Александро-Невской заставой. Летом 1905 года, выполняя задание ЦК РСДРП, проводит разъяснительную работу среди крестьян Симбирской губернии.
В середине октября того же года в Рыбинске социал-демократами была подготовлена и проведена общегородская демонстрация рабочих, студентов, учащихся. Рыбинский полицмейстер доносил ярославскому губернатору: в демонстрации, начавшейся 18 октября, участвовало свыше 10 тысяч человек и в колоннах демонстрантов было 13 красных знамён. Демонстрация продолжалась и 19 октября с участием около 300 демонстрантов — рабочих-железнодорожников. Во главе их шёл «студент — член РСДРП Сыромятников».
На демонстрацию было совершено нападение. Находившиеся в первых рядах члены Рыбинской группы РСДРП Сыромятников, Комендантов, Смекалов и многие другие демонстранты были сильно избиты, получили увечья.
Когда в декабре 1905 года Сыромятников возвращался с совещания партийных комитетов Северной области по вопросу помощи вооружённому восстанию в Москве, был арестован на вокзале в Рыбинске.
В книге взысканий рыбинской тюрьмы за 1904—1906 годы есть указание на то, что Сыромятникову было записано взыскание «за массовое выступление» в тюрьме.
После освобождения из рыбинской тюрьмы в январе 1906 года Сыромятникова арестовали вновь. В декабре того же года его судили в Московской судебной палате. Он бежал из-под стражи.
С 1908 года Сыромятников живёт и работает в Москве. Сдаёт экстерном экзамены за юридический факультет университета, в 1909 году получает диплом об окончании его и вскоре начинает свою юридическую практику: сначала помощником, позднее — присяжным поверенным. Являлся членном коллегии защитников на рабочих процессах с бесплатными консультациями, с выступлениями на суде в пользу рабочих.
По заданию ЦК РСДРП Сыромятников неоднократно выезжал и на Кавказ и в Крым: был в Феодосии, Сухуми, Геленджике и других городах.
Прочные связи Сыромятникова с Рязанью установились с 1910—1911 годов — со времени переезда сюда из города Духовщины Смоленской губернии его жены Марии Алексеевны с трёхлетней дочерью Татьяной. Мария Алексеевна, окончившая историко-филологическое отделение петербургских Бестужевских курсов, стала работать учительницей в частной гимназии В. П. Екимецкой. Этот переезд и устройство на работу были организованы большевиком В. А. Восходовым, уроженцем Рязани, знакомым Сыромятникова по работе в коллегии защитников на рабочих процессах.
Через А. С. Сыромятникова у рязанских социал-демократов установились более прочные связи с Московской социал-демократической партийной организацией.
3 марта 1917 года во время Февральской революции вместе с большевиками С. П. Середой и С. А. Колесниковым был избран в состав президиума и Рязанского Совета рабочих депутатов. Часто был председателем на его заседаниях, выезжал в уезды, улаживал конфликты между рабочими и фабрикантами. Он же входил в состав юридической и контрольной комиссий, в бюро труда и другие комиссии, которые были созданы при Совете рабочих депутатов. Совет направил его и для работы в губернской продовольственной управе.
В апреле 1917 года Сыромятников по делам управы едет в Петроград. Здесь встречается со своими товарищами по подпольной работе и ссылке, с их помощью получает возможность присутствовать на заседаниях Апрельской партийной конференции, где впервые увидел В. И. Ленина и услышал его выступление. Оно произвело на него неизгладимое впечатление. Решения Апрельской партийной конференции и Апрельские тезисы Ленина он привозит в Рязань.
Сыромятников выступает с докладами и лекциями среди рабочих и солдат, пишет статьи в газеты «Голос солдата», «Голос труда», а позднее — в «Искру». 12 августа на собрании Совета рабочих депутатов был решён вопрос об издании еженедельника «Путь рабочего» — органа Совета рабочих депутатов. Сыромятников вошёл в число семи членов редакционной коллегии и фактически возглавил работу редакции. Первый номер газеты вышел 25 сентября 1917 года. Центральное место в нём заняла резолюция Петроградского Совета рабочих депутатов о корниловском мятеже и организации борьбы с ним, принятая целиком и одобренная на собрании Рязанского Совета рабочих депутатов 3 сентября 1917 года. Открывался же номер газеты статьёй Сыромятникова «Что такое восстание Корнилова?».
Газета «Голос труда» 5 октября 1917 года писала: «Общее собрание объединённой Рязанской группы РСДРП 3 октября началось с раскола организации. Тотчас же после оглашения председателем собрания т. Чижовым повестки дня т. Масалков от имени значительной группы партии, крайне левого крыла, заявил, что они выходят из организации, т. Сыромятников выступил с объяснением мотивов выхода. Он сказал, что выходящие члены считают совместную работу невозможной и поэтому уходят. Оратора прервал председатель, тогда Сыромятников сказал, что больше говорить не будет и ушёл, за ним ушли и другие… 6 октября в 7 часов вечера в Доме Свободы состоится первое общее собрание Рязанской группы РСДРП(б)».
На губернском съезде РСДРП(б) 8 октября 1917 года Сыромятников был выдвинут в число кандидатов от большевиков Рязани в список № 5 по выборам в Учредительное собрание. На губернской партийной конференции 5 — 6 декабря того же года он избран в состав губкома РСДРП(б).
С 26 октября (8 ноября) по 6 (17) декабря 1917 г. — председатель Рязанского Военно-революционного комитета.
Аркадий Степанович налаживал продовольственное снабжение города и губернии. Постановлениями общего собрания Рязанского Совета рабочих депутатов 29 апреля 1917 года он был избран в контрольную комиссию Рязанской городской продовольственной управы, 4 мая — в городскую продовольственную управу, 22 июля — представителем от Совета рабочих депутатов в губернскую продовольственную управу. 3 августа на общем собрании губпродкома Сыромятников был избран его членом, а начиная с 6 сентября он возглавил губернскую продовольственную управу в качестве председателя и исполнял эту должность до 20 января 1918 года, вплоть до ликвидации управы.
С декабря 1917 по июнь 1918 — председатель Рязанского губернского комитета РСДРП(б) — РКП(б).
С мая 1918 года, когда был организован губернский продовольственный комитет, до отъезда из Рязани в 1920 году Сыромятников — член коллегии губпродкома. Организовывал заготовку продовольствия по нарядам центральной власти, ведал вопросами снабжения и распределения продовольствия в губернии.
Юрист по образованию, Сыромятников был организатором юридической службы в губернии. Постановлением губисполкома от 8 июля 1918 года он был назначен одновременно губернским комиссаром юстиции и губернским комиссаром финансов.
Об отношении Сыромятникова к своим обязанностям, его принципиальности и требовательности свидетельствует документ: «Управление юстицией поставлено довольно чисто, и делопроизводство идёт хорошо, бумаг залежавшихся нет, всё это идёт потому, что во главе управления стоит человек с юридическим опытом и партийной платформой тов. Сыромятников». Такое заключение дал инструктор-ревизор Наркомата внутренних дел Совнаркома, проводивший проверку работы отделов губисполкома в августе 1918 года.
Решением губкома партии от 16 августа 1918 года А. С. Сыромятникова и других работников, совмещавших партийную и советскую работу, освобождают от занимаемых должностей в советских учреждениях и переключают целиком на партийную работу.
19 августа 1918 года А. С. Сыромятникова назначают ответственным редактором газеты «Известия Рязанского губисполкома». Ему было поручено создать редакционную коллегию и начать выпуск газеты.
Был делегатом VIII съезда РКП(б), работавшего в марте 1919 года, от Рязанской партийной организации.
3 июля 1919 года Сыромятников был направлен во вновь организуемое губернское отделение государственного контроля в качестве руководителя и члена коллегии. При госконтроле было создано бюро жалоб и Аркадий Степанович был назначен председателем коллегии бюро.
С августа 1919 по 1920 год — заведующий Рязанским губернским отделением государственного контроля.
При всей своей разносторонней деятельности Сыромятников всегда тяготел к партийной работе, он был прирождённым пропагандистом, агитатором. Коллеги по партийной работе, все, кто слышал выступления Сыромятникова, высоко оценивали его деятельность как агитатора и пропагандиста. Валентина Васильевна Нестеренко, коммунист, первый председатель Союза журналистов губернии, друг семьи Сыромятниковых, в одном из писем к Марии Алексеевне писала в 1924 году: «Анастасия Васильевна (Судоплатова, член Рязанской городской партийной организации. — А. С.) встречала при разъездах по губернии сельских коммунистов, в лаптях, заскорузлых и неожиданно в разговорах сознающихся: „А это ещё тов. Сыромятников говорил“. Но значительно чаще вспоминают картину будущего общества, нарисованную Аркадием Степановичем в одном из своих выступлений на красноармейской конференции. Вспоминают с признательностью. Я лично из этого делаю вывод как важно и как нужно чаще говорить о будущем коммунистическом обществе и как мало мы, пропагандисты, используем этот агитационный приём».
С 1920 года — член коллегии Народного комиссариата продовольствия РСФСР.
24 августа 1920 года решением ЦК партии из Рязанской губернии в Восточную Сибирь для обеспечения продовольственного снабжения центра страны был в числе других рязанских коммунистов направлен и Сыромятников. В течение 1920—1922 годов он работал членом коллегии комиссариата продовольствия в Алтайской губернии.
В 1922—1923 годах он губернский комиссар в Рыбинске.
С 1924 по 1927 год Сыромятников Москве, работает в Агитационно-пропагандистском отделе ЦК РКП(б) — ВКП(б). 11 августа 1925 года в составе агитационно-пропагандистской группы он едет в Смоленск проверять работу агитпропа губкома партии и оказать ему помощь в подготовке пропагандистов. Агитпропколлектив, руководимый Сыромятниковым, проводил эту работу и в Брянской губернии: организовывал школы-передвижки, курсы пропагандистов, читал лекции.
По заданию агитационно-пропагандистского отдела ЦК партии Сыромятников пишет популярную брошюру о Сунь Ятсене, работает над составлением сборника работ Ф. Э. Дзержинского, над хрестоматией для политшкол, альбомом иллюстраций по курсу истории партии.
С середины 1927 по 1931 — юрисконсульт строительства Днепровской государственной электростанции.
В 1931—1938 годах Сыромятников — государственный арбитр Госарбитража при Совете Народных Комиссаров РСФСР, в эти же годы (1934—1936) — консультант Президиума ВЦИК, в 1936—1938 годах — заведующий отделом нотариата Наркомата юстиции.
С 1938 — учёный секретарь Музея Революции.
В начале войны почти 70-летний Аркадий Степанович эвакуируется с семьёй в Омск. Но и находясь в преклонном возрасте, он работает юрисконсультом в Омском коммунальном банке.
Аркадий Степанович Сыромятников умер в январе 1954 года и был похоронен на Новодевичьем кладбище.
Он был высокого роста, стройный, худощавый. Лицо почти аскетическое, шутливо говорил о себе: «Студент с длинным носом». У него были крепкие белые зубы. Волосы тёмно-русые, гребёнке едва поддавались, и он приводил их в порядок рукой. Это был его привычный жест.
Разговаривая, жестикулировал. Был очень подвижным, во время разговора любил ходить. Обладал красивым баритоном и, особенно в юности, любил петь. Любимыми песнями были «Дубинушка», «Есть на Волге утёс…», «Славное море — священный Байкал», «Из-за острова на стрежень».
Был великолепным рассказчиком. Говорил охотно, живо, увлекательно, речь его изобиловала меткими словами, удачными сравнениями.
Хорошо в молодости катался на коньках, ездил на велосипеде. Любил шахматы.
Читал много. Настольной книгой его были «Философские тетради» В. И. Ленина.
В Государственном архиве Рязанской области хранится личный фонд А. С. Сыромятникова. В нём рукописи его работ, конспекты и планы лекций и много книг с его пометами — свидетельство углублённой работы над ними.